# Jairus Birech
Jairus Kipchoge Birech (Uasin Gishu, 14 dicembre 1992) è un siepista keniota.

## Biografia
Su tale distanza ha vinto i Campionati africani 2014. Spesso gareggia nella Diamond League, che ha vinto per due volte, nel 2014 e nel 2015. In Italia è possibile vederlo durante la stagione invernale nella Cinque Mulini, che ha vinto nel 2016, e nel Campaccio.

## Palmarès
| Anno | Manifestazione               | Sede      | Evento       | Risultato | Prestazione | Note |
| ---- | ---------------------------- | --------- | ------------ | --------- | ----------- | ---- |
| 2011 | Campionati africani juniores | Gaborone  | 3000 m siepi | Argento   | 8'28"08     |      |
| 2011 | Giochi panafricani           | Maputo    | 3000 m siepi | 4º        | 8'21"30     |      |
| 2014 | Giochi del Commonwealth      | Glasgow   | 3000 m siepi | Argento   | 8'12"68     |      |
| 2014 | Campionati africani          | Marrakech | 3000 m siepi | Oro       | 8'34"79     |      |
| 2015 | Mondiali                     | Pechino   | 3000 m siepi | 4º        | 8'12"62     |      |
| 2017 | Mondiali                     | Londra    | 3000 m siepi | 12º       | 8'32"90     |      |

## Altre competizioni internazionali
2012
- 4º al Cross di Alà dei Sardi ( Alà dei Sardi) - 33'04"

2013
- 4º alla BOclassic ( Bolzano) - 28'59"
- Oro al Cross Internacional de Italica ( Italica) - 31'56"

2014
- 6º al Campaccio ( San Giorgio su Legnano) - 29'04"
- Oro in Coppa continentale ( Marrakech), 3000 m siepi - 8'13"18
- Vincitore della Diamond League nella specialità dei 3000 m siepi (28 punti)

2015
- Oro al Meeting Areva ( Parigi), 3000 m siepi - 7'58"88
- Oro allo Shanghai Golden Grand Prix ( Shanghai), 3000 m siepi - 8'02"42
- 4º alla BOclassic ( Bolzano) - 28'58"
- Bronzo alla Cinque Mulini ( San Vittore Olona) - 33'08"
- 5º al Cross Internacional Juan Muguerza ( Elgoibar) - 33'30"
- 6º al Great Edinburgh Crosscountry ( Edimburgo) - 12'38"
- Vincitore della Diamond League nella specialità dei 3000 m siepi (20 punti)

2016
- Argento al Meeting international Mohammed VI d'athlétisme de Rabat ( Rabat), 3000 m siepi - 8'03"90
- Bronzo alla BOclassic ( Bolzano) - 28'57"
- Oro alla Cinque Mulini ( San Vittore Olona) - 34'38"
- Bronzo al Campaccio ( San Giorgio su Legnano) - 28'54"
- Bronzo al Cross International de la Constitución ( Alcobendas) - 31'06"
- 5º al Cross de Atapuerca ( Atapuerca)- 25'24"

2017
- Argento al Meeting international Mohammed VI d'athlétisme de Rabat ( Rabat), 3000 m siepi - 8'10"91
- Oro al Golden Grand Prix ( Tokyo), 3000 m siepi - 8'19"54
- Argento al Giro Media Blenio ( Dongio) - 28'14"
- Bronzo al Campaccio ( San Giorgio su Legnano) - 28'59"
- 8º al Cross de l'Acier ( Leffrinckoucke) - 32'05"
- Argento al Cross Internacional Zornotza ( Amorebieta-Etxano) - 32'55"
- 10º al Cross de Atapuerca ( Atapuerca)- 25'25"

2018
- Argento alla BOclassic ( Bolzano) - 28'24"

2019
- Argento alla Stramilano ( Milano) - 1h00'32"
- Argento alla Göteborgsvarvet ( Göteborg) - 1h00'48"
- 13º alla Mezza maratona di Copenaghen ( Copenaghen) - 1h00'50"
- 11º alla Mezza maratona di Nairobi ( Nairobi) - 1h03'50"
- Oro alla Cinque Mulini ( San Vittore Olona)
- Oro alla Crescent City Classic ( New Orleans) - 27'53"

2020
- 10º alla Mezza maratona di Guadalajara ( Guadalajara) - 1h05'45"